# Сеара (Понте-де-Лима)
Сеара (порт. Seara) — район (фрегезия) в Португалии, входит в округ Виана-ду-Каштелу. Является составной частью муниципалитета Понте-де-Лима. По старому административному делению входил в провинцию Минью. Входит в экономико-статистический субрегион Минью-Лима, который входит в Северный регион. Население составляет 683 человека на 2001 год. Занимает площадь 4,00 км².